# Illan Meslier
Illan Stéphane Meslier (* 2. března 2000 Lorient) je francouzský profesionální fotbalový brankář, který hraje v anglickém klubu Leeds United FC.

## Klubová kariéra
Illan Stéphane Meslier se narodil 2. března 2000 v Lorientu v Bretani.

### Lorient

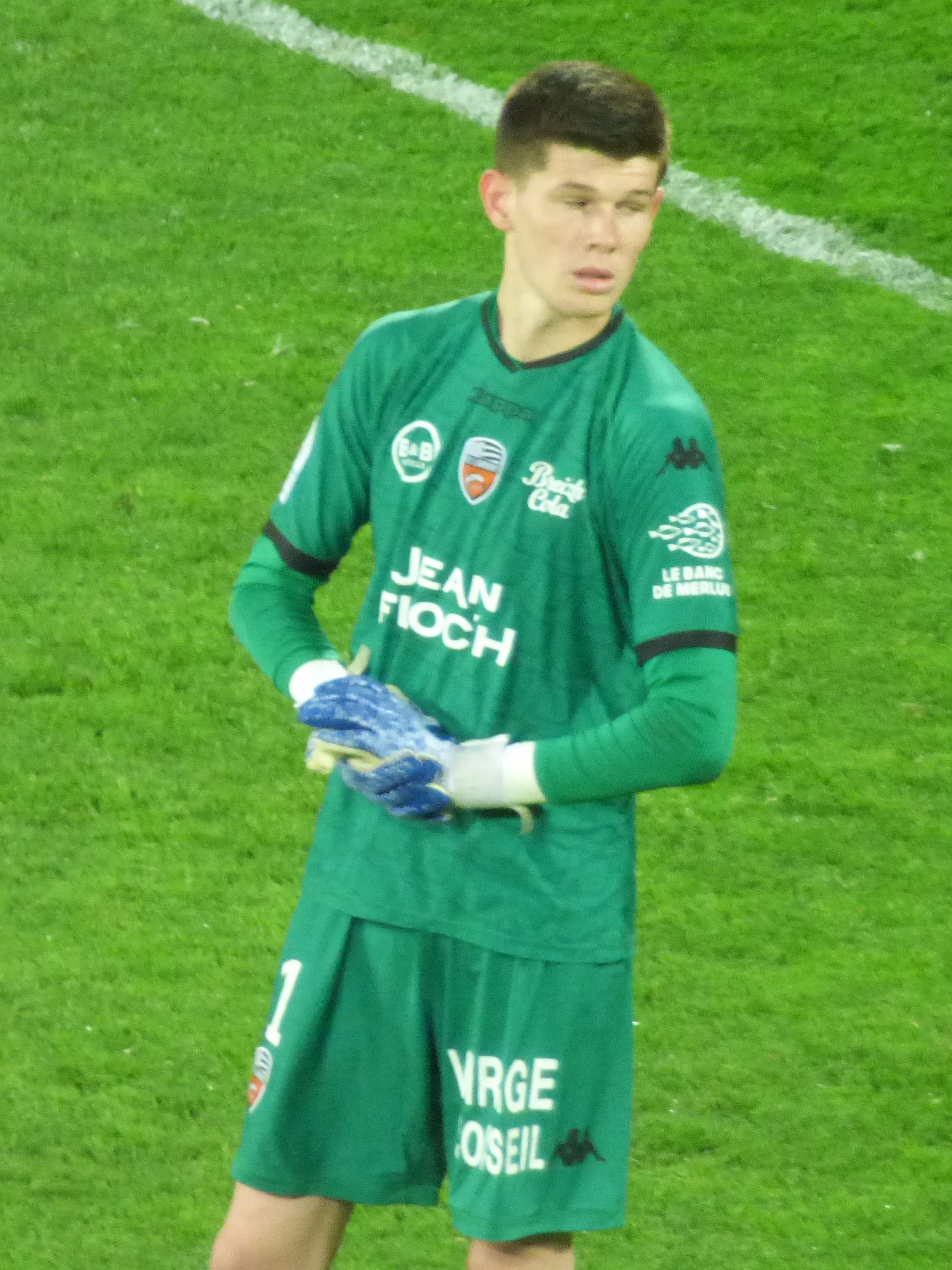
Meslier v dresu Lorientu (2019)

Meslier začal hrát fotbal v místním klubu Merlevenez ve věku 6 let a po úspěšném zápase proti FC Lorient se připojil k jejich akademii. 1. února 2018 podepsal svou první profesionální smlouvu s Lorientem. V červenci 2018 Lorient odmítl nabídku na přestup Mesliera ve výši 10 milionů euro od prvoligového týmu AS Monaco. Zájem o služby mladého francouzského gólmana měla, mimo jiné, také londýnská Chelsea.
Zůstal v Lorientu a 14. srpna 2018 debutoval pod vedením manažera Mickaëla Landreaua při vítězství 1:0 nad Valenciennes FC v rámci Coupe de la Ligue. Ve svých prvních pěti utkáních si vždy udržel čisté konto, a svůj vůbec první gól inkasoval ve svém šestém zápase, a to proti Paris FC. Při výhře Lorientu 1:0 proti Clermontu chytil v nastaveném času penaltu Manuela Péreze. Během sezóny 2018/19 si upevnil místo brankářské jedničky v klubu, odehrál 30 utkání ve všech soutěžích a udržel si 11 čistých kont. I díky Meslierovi skončil Lorient v Ligue 2 na 6. místě a jen těsně se nedostal do postupového play-off kvůli horšímu skóre oproti RC Lens.

### Leeds United

#### Sezóna 2019/20
Dne 8. srpna 2019 odešel Meslier na sezónní hostování s opcí na trvalý přestup do anglického týmu Leeds United, hrajícího EFL Championship. Sezónu zahájil jako brankářská dvojka za Španělem Kikem Casillou. O místo na lavičce náhradníků soupeřil s Kamilem Miazkem. V prosinci 2019 v zápasech v týmu do 23 let chytil Meslier tři penalty.
Dne 6. ledna 2020 debutoval Meslier v dresu Leedsu pod vedením trenéra Marcela Bielsy v zápase FA Cupu proti prvoligovému Arsenalu. Meslier při svém debutu podal působivý výkon při porážce 1:0. 29. února 2020 odehrál svůj první ligový zápas v Leedsu při vítězství 4:0 proti Hull City.
Meslier dokončil sezónu jako brankářská jednička Leedsu po trestu na osm zápasů Kika Casilly. Meslier v 10 ligových zápasech udržel sedm čistých kont a pomohl Leedsu k vítězství EFL Championship a k postupu do Premier League.

#### Sezóna 2020/21
Dne 23. července 2020 přestoupil Meslier do Leedsu na trvalo a podepsal smlouvu na tři roky. Meslier debutoval v anglické nejvyšší soutěži 12. září 2020 v prvním zápase sezóny proti Liverpoolu, který skončil prohrou Leedsu 3:4 na Anfieldu. 28. září byl Meslier jmenován hráčem zápasu v rámci Yorkshire derby při vítězství 1:0 nad Sheffield United na Bramall Lane.
Dne 23. února 2021 se Meslier stal prvním brankářem mladším 21 let, který v jedné sezóně Premier League udržel 8 čistých kont.

## Reprezentační kariéra
Meslier byl součástí francouzské reprezentace do 20 let na Mistrovství světa 2019, na turnaji odehrál dva zápasy, a to proti Saúdské Arábii a Mali. Ve zbylých dvou zápasech chytal Alban Lafont. 
V listopadu 2019 byl Meslier poprvé povolán do týmu do 21 let, nicméně 19. listopadu 2019 do zápasu proti Švýcarsku nenastoupil. V srpnu 2020 byl opět povolán do francouzské "jednadvacítky" na utkání proti Gruzii a Ázerbájdžánu.

## Styl hry
Díky svému vzhledu a postavě je Meslier přirovnáván ke stylu belgického brankáře Thibauta Courtoise.

## Statistiky

### Klubové
K 8. květnu 2021
| Klub                 | Sezóna  | Liga           | Liga   | Liga | Národní pohár | Národní pohár | Ligový pohár | Ligový pohár | Ostatní | Ostatní | Celkem | Celkem |
| Klub                 | Sezóna  | Liga           | Zápasy | Góly | Zápasy        | Góly          | Zápasy       | Góly         | Zápasy  | Góly    | Zápasy | Góly   |
| -------------------- | ------- | -------------- | ------ | ---- | ------------- | ------------- | ------------ | ------------ | ------- | ------- | ------ | ------ |
| Lorient              | 2018/19 | Ligue 2        | 28     | 0    | 0             | 0             | 2            | 0            | 0       | 0       | 30     | 0      |
| Leeds United (host.) | 2019/20 | Championship   | 10     | 0    | 1             | 0             | 0            | 0            | 0       | 0       | 11     | 0      |
| Leeds United         | 2020/21 | Premier League | 34     | 0    | 0             | 0             | 0            | 0            | 0       | 0       | 34     | 0      |
| Leeds United         | Celkem  | Celkem         | 44     | 0    | 1             | 0             | 0            | 0            | 0       | 0       | 45     | 0      |
| Celkem               | Celkem  | Celkem         | 72     | 0    | 1             | 0             | 2            | 0            | 0       | 0       | 75     | 0      |

## Ocenění

### Klubové

#### Leeds United
- EFL Championship: 2019/20[31]